# Pierre-Frédéric Sarrus
Pour les articles homonymes, voir Sarrus.
Pierre Frédéric Sarrus, né le 10 mars 1798 à Saint-Affrique et mort le 20 novembre 1861, est un mathématicien français.

## Biographie
En 1815, Sarrus hésite pour la poursuite de sa carrière entre la médecine et les mathématiques. Le refus du maire de Saint-Affrique de lui accorder un certificat de bonne vie et mœurs, à cause de ses opinions bonapartistes et de ses origines protestantes, l'obligera à opter pour la faculté de Sciences.
À Montpellier, il fait la connaissance de Gergonne et publie plusieurs articles et mémoires dans les Annales de Gergonne, l'une des premières revues de mathématiques, dans les années 1820.
En 1829, il est nommé professeur de mathématiques à la faculté des Sciences de Strasbourg, dont il sera doyen de 1839 à 1852. Il publie la plupart de ses travaux de l'époque dans le Journal de mathématiques pures et appliquées de Liouville. Il connaît des problèmes de santé et prend sa retraite en 1858.
Il fut membre de la Société des amis du muséum d'histoire naturelle de Strasbourg.
Ses travaux portent sur les méthodes de résolution des équations numériques et sur le calcul des variations. En 1853, il résout l'un des problèmes les plus ardus de la mécanique des pièces articulées, celui de la transformation des mouvements rectilignes alternatifs en mouvements circulaires continus. 
Mais il est surtout célèbre auprès des étudiants en mathématiques pour une règle de calcul des déterminants d'ordre 3 qui porte son nom. Celle-ci fut explicitée pour la première fois dans l'article « Nouvelles méthodes pour la résolution des équations » publié à Strasbourg en 1833.

## Sources
- « Pierre Frédéric Sarrus », sur www.saintaffrique.com (consulté le 4 décembre 2013)
- Sarrus, Borel, Deltheil, « Le Rouergue et ses mathématiciens », J.-B. Hiriart-Urruty (consulté le 4 décembre 2013)[PDF]
- Demouly, Alban & Mvondo, Georges, Martial 1998. « Anniversaire : il y a deux cents ans naissait Pierre Frédéric Sarrus (1798-1861). Doyen de la Faculté des Sciences de Strasbourg entre 1839 et 1852 », L’Ouvert, 93 (1998), 33-44.